# Константинопольский, Адольф Маркович
Адо́льф Ма́ркович Константино́польский (20 апреля 1923, Харьков — 1 декабря 1993, там же) — советский и украинский художник-баталист. Участник Великой Отечественной войны. Заслуженный художник УССР (1974). Народный художник УССР (1991). Профессор.

## Образование
Родился в Харькове в семье служащих.
В 1940—1941 годах учился в Харьковском художественном училище и в Харьковском государственном художественном институте (1948—1954) у Ю. В. Балановского, Г. А. Томенко, О. П. Лезиной. Выполнил дипломную работу «Траурные дни», «Скорбь народа» под руководством С. Ф. Беседина.

## Участие в выставках
Адольф Маркович Константинопольский принимал участие в художественных выставках с 1954 года.
Одна из первых картин художника «Родная земля» была представлена на республиканской выставке в 1957 году. Она сразу завоевала признание зрителей и критиков, войдя по праву в число лучших работ батальной живописи УССР, посвящённой Великой Отечественной войне. Естественно и непринуждённо составлено это эпическое, многоплановое полотно. Оно притягивает своей правдивостью и глубоким смыслом. Взгляд постепенно переходит от группы к группе, от лица к лицу. Создаётся впечатление разнохарактерности и, в то же время, единых в своём настроении солдат.
Работы художника экспонировались на зарубежных выставках в Канаде (1962) и Италии (1975).
Как сказано в справочнике «Художники Харькова» 1967 года, «лучшие из [его] работ стали „надбанням“ украинского советского изобразительного искусства.»
Многократно участвовал в областных, республиканских, всесоюзных, зарубежных (за пределами СССР) художественных выставках.

### Персональные выставки
- Харьков — 1974, 1983, 1992 и 1998 (ретроспективная)
- Киев — 1975

## Преподавательская деятельность
Преподавал в Харьковском художественном училище (1954—1956), в Харьковском художественно-промышленном училище (позднее переименованном в ХХПИ) с 1960 г.

## Достижения
Член СХУ с 1958 года.
Участвовал в создании:
панно «Октябрьская революция» для главного павильона ВДНХ УССР в Киеве (1958, в соавторстве с О. А. Хмельницким, О. П. Ацманчуком, М. И. Кривенко);
диорама «Форсирование Днепра и создание плацдарма в районе села Лютеж на подступах к Киеву».
Написал:
картина «Родная земля» (1957);
картина «Советская власть провозглашена! Харьков. 1917» (1959-60, в соавторстве с О. А. Хмельницким);
картина «Солдаты» (1960);
картина «На рассвете» (1961);
картина «Катерина» (по Т. Шевченко, 1961);
картина «Варяг» (1954—1965);
картина "Из разведки";
картина "Первая весна";
и другие.
Работы находятся:
в Киевском Национальном музее истории Великой Отечественной войны 1941—1945,
в Харьковском художественном музее,
в музеях Тернополя и
Кривого Рога,
в частных коллекциях.

## Награды
- Медаль «За победу над Германией в Великой Отечественной войне 1941—1945 гг.» (09.05.1945)
- Орден Красной Звезды (02.06.1945)
- Орден «Знак Почёта» (24.11.1960)
- Орден Отечественной войны I степени (06.04.1985)

## Память
В Харькове на доме по ул. Культуры, 20б, где жил А. М. Константинопольский, была открыта мемориальная доска художнику.